# アナトリア語派
アナトリア語派（アナトリアごは、Anatolian languages）とは古代小アジア（アナトリア：現在のトルコ）で話されていたインド・ヨーロッパ語族の言語群で、すべて死語である。中でもヒッタイト語の資料が多く最もよく研究されている。その周辺で使われた言語もいくつか知られるが、これらについては資料が少ない。

## 言語の特徴
クレイグ・メルチャートによると、ほかのインド・ヨーロッパ語派の諸言語とくらべてアナトリア語派は以下のような固有の特徴を持つ。
- 一人称単数の代名詞が母音uを持つ（ヒッタイト語 ammug など）。おそらく二人称（tug）の影響。
- 指示代名詞「あれ」を意味する *obó- がある。
- 「与える」という意味の動詞が「取る」という意味の動詞から派生している。
- 命令法三人称に *-u が加えられる。
- 分裂能格を持つ。とくに古ヒッタイト語では能格が第9の格として存在する。
- 接語が発達しており、最初のアクセントを持つ語の後ろに複数の接語を加えることができる。
- 最初の文以外は語頭または接語として接続語を使う必要がある。

音声的には、それまで理論的に予測されていただけだったインド・ヨーロッパ祖語の喉音の一部が残っている点が特筆される（喉音理論を参照）。形態論の上でも、r/n の異語幹曲用（ヒッタイト語 ešḫar（属格 ešḫnas）「血」）のような非常に古い特徴が見られる。
その一方で、名詞の性は生物と無生物（通性と中性）の区別しかなく、男性と女性の区別がない。これがほかの諸言語より古い形態なのか、アナトリア語派で対立が消滅したのかは意見が分かれる。双数も存在しない。
動詞の活用はほかの諸言語とかなり異なっている。ギリシア語やサンスクリットに見られるアオリストや接続法、希求法などは存在せず、近代語に見られるような迂言法が発達している。

## アナトリア語派の諸言語

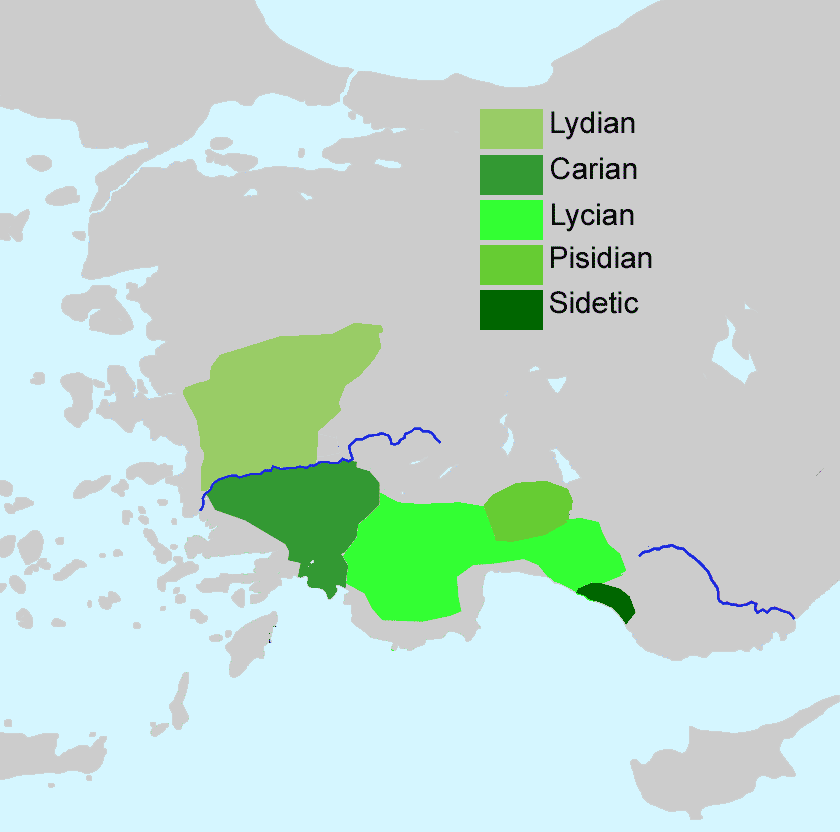
紀元前1千年紀のアナトリア語派諸言語の分布

アナトリア語派に分類される言語には以下のものがある。
- ヒッタイト語：紀元前16世紀から紀元前13世紀の頃使われたヒッタイト帝国の公用語。ヒッタイトの先住民が話していたハッティ語は、まったくの別系統である。
- パラー語：アナトリア中北部で話され、ヒッタイト語と同時期の資料が少数残っている。
- ルウィ語：アナトリア南部からシリア北部の資料が残る。
  - 楔形文字ルウィ語：楔形文字で書かれている。ヒッタイト語と同時期の資料が少数残っている。
  - 象形文字ルウィ語：印章・碑文にアナトリア象形文字で書かれている。広い地域に分布し、紀元前15世紀からヒッタイト帝国の滅んだ後の紀元前7世紀にわたる資料が残る。
- リュキア語（リュキア語Aまたは標準リュキア語）鉄器時代のリュキアで話された、ルウィ語の子孫言語。紀元前1世紀頃消えた。
- ミリア語（英語版）（リュキア語B）：かつてはリュキア語の方言とされたこともある。実質的に碑文1つしか知られていない。
- リュディア語：アナトリア西部のリュディアに資料が残る。紀元前1世紀頃消えた。

これらのうち、ルウィ語（楔形文字ルウィ語、象形文字ルウィ語）、リュキア語、ミリア語は極めて緊密な関係があり、ルウィ語群としてまとめられる。
他に、古代にアナトリア半島で使用されていた以下の言語がアナトリア語派にまとめられる可能性が高いが確証はない。
- カリア語：カリア本土のほか、エジプト・ギリシアに碑文が残る。エジプトには紀元前7世紀以来のカリア人傭兵の落書きが多数残る。紀元前3世紀頃消えた。
- ピシディア語とシデ語（パンフィリア語）：きわめて断片的だが、ルウィ語に近いと考えられている。

## 起源
かつて一部の学者がとなえた「インド・ヒッタイト語」仮説（インド・ヒッタイト語からアナトリア祖語とインド・ヨーロッパ祖語が分かれたというスターティヴァントらの説）は現在では破棄されているが、アナトリア語派がインド・ヨーロッパ祖語から最も早期に分かれたと考える学者は今も少なくない。分裂時期については紀元前4千年紀半ばとするクルガン仮説があるが、さらに古いとする説（レンフリュー説、また語彙統計学による報告）もある。
クルガン仮説によれば、初期のアナトリア語派話者が黒海の北からアナトリアに移住したルートには2つの可能性がある：東のカフカス山脈を越えた可能性、および西のバルカン半島を経た可能性である。マロリーとスタイナーによればバルカン説の方がやや優勢である。彼らがアナトリアに入ったのは紀元前2千年頃、またはそれ以前といわれる。
ただしコリン・レンフリューにより、印欧祖語の源郷をアナトリアとする説も提唱されている。この説をとれば移住を仮定する必要はない。その他アルメニアを源郷とする説をとれば、すぐ東から移動しただけということになる。

## 消滅
アナトリアは紀元前4世紀のアレクサンドロス3世（大王）による征服でヘレニズムに席巻され、この地域の土着言語は紀元前1世紀までには消滅したと考えられる（ただしピシディア語の資料は西暦紀元後のものである）。これによりアナトリア語派は知られている限り初めて消滅した印欧語族の語派となった（もう一つの消滅した語派であるトカラ語派は8世紀頃まで続いた）。
アナトリア語派に由来する単語は現在のトルコ語にもごくわずかに残っており、特にシデやアダナなどの地名がある。このほかギリシアの一部地名の形（パルナッソスなどの語尾-ssos）についてもこの語派に由来するとの考えがある。